# Strange Kind of Woman
"Strange Kind Of Woman" es una canción perteneciente a Fireball, quinto álbum de estudio de la banda británica Deep Purple. Fue lanzado como sencillo a principios de 1971. La canción se convirtió en un éxito, alcanzando el puesto #8 en UK charts.
En 1998 Roger Glover re-masteriza la canción y la incluiría junto con diversos temas inéditos en la 25 aniversario del álbum Fireball.

## Historia
La canción originalmente se llamaría "Prostitute"

"Se trataba de un amigo nuestro que se junto con una mala mujer y fue una historia triste. Ellos se casaron, y unos días después, la señora murió."
Ian Gillan

Durante los conciertos de los '70 Gillan y Blackmore se batían en duelo Guitarra/Voz.

## Músicos
- Ian Gillan - Voz
- Ritchie Blackmore - Guitarra.
- Jon Lord - Teclados y Piano.
- Roger Glover - Bajo.
- Ian Paice - Batería y percusión.